# Euphyia scopulata
Euphyia scopulata är en fjärilsart som beskrevs av Brandt 1938. Euphyia scopulata ingår i släktet Euphyia och familjen mätare. Inga underarter finns listade i Catalogue of Life.